# オポッサム形目
オポッサム形目 (オポッサムけいもく、Didelphimorphia) は、哺乳綱有袋類に分類される目。現生種はオポッサム科（Didelphidae）のみで構成される。別名オポッサム目、ディデルフィス目（Didelphida）。

## 分布
北アメリカ大陸、南アメリカ大陸

## 形態
吻は長く、先端が尖っている。多くの種で物に巻きつけることができる尾がある。
指趾は5本。後肢の第1趾が、対向する。
オポッサム属やミズオポッサム属などには育児用の袋（育児嚢）があるが、育児嚢が発達せず皺状にすぎない種や育児嚢がない種もいる。

## 分類
以前は有袋目の多門歯亜目Polyprotodontaに含まれていたが、多門歯亜目は多系統群として解体された。有袋類も真獣類と同様に適応放散していることから、下位グループが複数の独立した目として分割されている。
以前は白亜紀末に出現した原始的なグループとして考えられており、オポッサム形目を亜目として、白亜紀後期に生息したスタゴドン科Stagodontidae（ディデルフォドンDidelphodonなど）やペディオミス科Pediomyidaeといった初期の有袋類を含む古後獣亜目Archimetatheriaなどとともにディデルフィス目としてまとめる説もあった。またペラデクテスPeradectesやペラテリウムPeratheriumなどもオポッサム科に含められていたが、一方でこれらの初期群を含むディデルフィス目は側系統群ともされていた。のちの研究により初期群は有袋類のステムグループに属し、本目とは系統的に離れていると考えられている。狭義の本目は暁新世前期に出現し、少丘歯目とともに現生有袋類との共通祖先から最も初期に分岐した系統の一つとされている。
現生群をオポッサム亜科とウーリーオポッサム亜科の2亜科に分ける説があった。2004年にハレギマウスオポッサムがコアシマウスオポッサム属から、新属Chacodelphysに分割する説が提唱された。2005年にコアシマウスオポッサム属の一部が、新属Cryptonanusに分割する説が提唱された。2009年に分子系統解析から、フサオオポッサム属のみでGlironiinae亜科とカリノースキーマウスオポッサム属のみでHyladelphinae亜科に分類する説が提唱された。
以下の現生の分類群はVoss & Jansa (2009) に従う。和名は分類に変更のないかぎり、川田ら (2018) に従う。モノタイプの英名は、Gardner (2005) に従う。
- ウーリーオポッサム亜科 Caluromyinae
  - ウーリーオポッサム属 Caluromys
  - セスジウーリーオポッサム属 Caluromysiops
    - Caluromysiops irrupta セスジウーリーオポッサム Black-shouldered opossum

- オポッサム亜科 Didelphinae
  - Didelphini族
    - ミズオポッサム属 Chironectes
      - Chironectes minimus ミズオポッサム Water opossum

    - オポッサム属 Didelphis - キタオポッサムなど
    - Lutreolina
    - ヨツメオポッサム属 Philander

  - Marmosini族
    - Marmosa（ワタゲオポッサム属Micoureusを含む）
    - ジネズミオポッサム属 Monodelphis
    - ガウメルマウスオポッサム属 Tlacuatzin
      - Tlacuatzin canescens ガウメルマウスオポッサム Grey mouse opossum

  - Metachirini族
    - チャイロオポッサム属
      - Metachirus nudicaudatus チャイロオポッサム Brown four-eyed opossum

  - Thylamyini族
    - Chacodelphys
      - Chacodelphys formosa ハレギマウスオポッサム Pygmy opossum

    - Cryptonanus
    - コアシマウスオポッサム属 Gracilinanus
    - パタゴニアオポッサム属 Lestodelphys
      - Lestodelphys halli パタゴニアオポッサム Patagonian opossum

    - ホソマウスオポッサム属 Marmosops
    - オブトマウスオポッサム属 Thylamys

- Glironiinae亜科
  - フサオオポッサム属 Glironia
    - Glironia venusta フサオオポッサム Bushy-tailed opossum

- Hyladelphinae亜科
  - カリノースキーマウスオポッサム属 Hyladelphys
    - Hyladelphys kalinowskii カリノースキーマウスオポッサム Kalinowski's mouse opossum

## 生態
砂漠や高山を除いた様々な環境に生息する。特殊化していないオポッサム属は地表でも樹上でも活動する。
食性は動物食、雑食、植物食と様々な種が含まれる。